# Alberto Valdes Lacarra
Alberto Valdés Lacarra, Jr, född 30 november 1950 i Mexico City, död 19 december 2020, var en mexikansk ryttare.
Han tog OS-brons i lagtävlingen i hoppningen i samband med de olympiska ridsporttävlingarna 1980 i Moskva.